# United States Naval Special Warfare Development Group
United States Naval Special Warfare Development Group (NSWDG), kendt som DEVGRU og stadigvæk benævnt under sit tidligere navn, SEAL Team Six (ST6), er én af USA's to hemmelighedsfulde militære enheder indenfor "Tier One" terrorbekæmpelse og specialoperationer. Den anden lignende enhed er Delta Force.
Langt størstedelen af oplysningerne omkring DEVGRU er højt klassificerede, og detaljer om dets aktiviteter bliver yderst sjældent kommenteret af Det Hvide Hus eller Pentagon. DEVGRU er under ledelse af United States Special Operations Command (USSOCOM), og enhedens soldater rekrutteres fra de forskellige delinger i elitekorpset Navy SEALs.

## Historie
SEAL Team Six blev oprettet efter Operation Eagle Claw, det fejlslagne forsøg på at redde 52 gidsler fra den amerikanske ambassade i Teheran, 24–25. april 1980. Navy SEALs soldaten Richard Marcinko fik til opgave at etablere et fuldtids eliteteam, der skulle være de bedste soldater i verden indenfor militære specialoperationer. Han navngav enheden "Team 6", selvom der på daværende tidspunkt kun var 2 operative SEAL-enheder. Navngivelsen skete angiveligt for at forvirre den sovjetiske efterretningstjeneste omkring antallet af elitestyrker.

## Missioner
DEVGRU har deltaget i en lang række missioner rundt omkring i verden.

### Operation Neptune Spear - Osama bin Ladens død
Det var soldater fra DEVGRU, der dræbte terroristen Osama bin Laden og tog andre af hans nærmeste til fange under et angreb den 2. maj 2011 på et 3-etagers hus i et rigmandskvarter i den pakistanske by Abbottabad. I en 40 minutter lang operation, hvor ingen soldater blev skadet, blev 22 personer fanget eller dræbt, deriblandt bin Ladens bror og søn. Efter grundige underretninger og tegninger fra CIA etablerede man i begyndelsen af april 2011 en kopi af Osama bin Ladens tilholdssted på en adskilt del af Camp Alpha på Bagram Air Base i Afghanistan. Området fyldte 1 hektar og blev i omkring en måned brugt som øvelsesområde med henblik på operationen i Abbottabad.